# Micrathetis canifimbria
Micrathetis canifimbria là một loài bướm đêm trong họ Noctuidae.